# Kiskeya
Kiskeya is een geslacht van kevers uit de familie bladkevers (Chrysomelidae).
De wetenschappelijke naam van het geslacht werd in 2006 gepubliceerd door Konstantinov & Chamorro-Lacayo.

## Soorten
- Kiskeya baorucae Konstantinov & Chamorro-Lacayo, 2006
- Kiskeya neibae Konstantinov & Chamorro-Lacayo, 2006